# Couargues
Couargues és un municipi francès, situat al departament de Cher i a la regió de Centre – Vall del Loira. L'any 2007 tenia 218 habitants.

## Demografia

### Població
El 2007 la població de fet de Couargues era de 218 persones. Hi havia 104 famílies, de les quals 52 eren unipersonals (13 homes vivint sols i 39 dones vivint soles), 26 parelles sense fills, 22 parelles amb fills i 4 famílies monoparentals amb fills.
La població ha evolucionat segons el següent gràfic:
Habitants censats

### Habitatges
El 2007 hi havia 167 habitatges, 110 eren l'habitatge principal de la família, 26 eren segones residències i 30 estaven desocupats. 161 eren cases i 6 eren apartaments. Dels 110 habitatges principals, 94 estaven ocupats pels seus propietaris, 12 estaven llogats i ocupats pels llogaters i 4 estaven cedits a títol gratuït; 2 tenien una cambra, 10 en tenien dues, 17 en tenien tres, 32 en tenien quatre i 49 en tenien cinc o més. 81 habitatges disposaven pel capbaix d'una plaça de pàrquing. A 59 habitatges hi havia un automòbil i a 40 n'hi havia dos o més.

### Piràmide de població
La piràmide de població per edats i sexe el 2009 era:
| Homes | Edats   | Dones |
| ----- | ------- | ----- |
| 0     | 95 o +  | 4     |
| 0     | 90 a 94 | 0     |
| 0     | 85 a 89 | 8     |
| 4     | 80 a 84 | 0     |
| 12    | 75 a 79 | 20    |
| 4     | 70 a 74 | 12    |
| 0     | 65 a 69 | 4     |
| 12    | 60 a 64 | 4     |
| 0     | 55 a 59 | 4     |
| 12    | 50 a 54 | 16    |
| 8     | 45 a 49 | 8     |
| 4     | 40 a 44 | 4     |
| 8     | 35 a 39 | 8     |
| 4     | 30 a 34 | 8     |
| 12    | 25 a 29 | 0     |
| 4     | 20 a 24 | 4     |
| 4     | 15 a 19 | 4     |
| 4     | 10 a 14 | 4     |
| 8     | 5 a 9   | 8     |
| 4     | 0 a 4   | 4     |

## Economia
El 2007 la població en edat de treballar era de 140 persones, 97 eren actives i 43 eren inactives. De les 97 persones actives 89 estaven ocupades (51 homes i 38 dones) i 7 estaven aturades (2 homes i 5 dones). De les 43 persones inactives 23 estaven jubilades, 10 estaven estudiant i 10 estaven classificades com a «altres inactius».

### Ingressos
El 2009 a Couargues hi havia 103 unitats fiscals que integraven 195 persones, la mediana anual d'ingressos fiscals per persona era de 17.560 €.

### Activitats econòmiques
Dels 8 establiments que hi havia el 2007, 1 era d'una empresa extractiva, 4 d'empreses de construcció, 2 d'empreses immobiliàries i 1 d'una empresa classificada com a «altres activitats de serveis».
Dels 4 establiments de servei als particulars que hi havia el 2009, 1 era un paleta, 1 guixaire pintor, 1 lampisteria i 1 electricista.
L'any 2000 a Couargues hi havia 8 explotacions agrícoles.

## Poblacions més properes
El següent diagrama mostra les poblacions més properes.